# Damghan
Dāmghān (farsi دامغان) è il capoluogo dello shahrestān di Damghan, circoscrizione Centrale, nella provincia di Semnan in Iran. Aveva, nel 2016, una popolazione di 59.106 abitanti. Si trova nella parte centro-settentrionale della provincia, sulla strada che porta da Teheran a Mashhad. I più importanti prodotti del luogo sono i pistacchi e le mandorle. La sua moschea, edificata nel 760, è la più antica dell'Iran. A sud-ovest della città si trovano i resti dell'antica Ecatompilo (Hecatompylos, 35°58′N 54°02′E).

## Storia
L'area di Damghan è stata abitata sin dall'antichità, come testimoniato da diversi siti archeologici rinvenuti, tra cui il sito preistorico di Tepe Hissar e altri di epoca partica e sasanide, il più importante dei quali è quello di Ecatompilo (Shahr-i Qumis).
Quando il sistema di trasporto idrico (qanāt) di Qumis venne distrutto da un terremoto nell'857, la vicina Damghan acquisì sempre più prestigio, dacché attingeva acqua dalla fonte di Chashma 'Ali. I principali siti della vecchia Damghan, come i bazar, le vie principali e le mura, vennero costruiti prima della metà del XII secolo.
Sino al VI secolo Damghan fu un'importante città commerciale per via della sua posizione che garantiva facile accesso alla via della seta e alle rotte commerciali dirette da e per la Cina. Venne fortificata per volere del re sasanide Yazdgard II e in seguito fu conquistata dagli arabi, i quali vi eressero il Tarikhaneh nel 760, la più antica moschea dell'Iran sopravvissuta ai nostri giorni.
La città fu totalmente ricostruita da ʿAbbās I il Grande, salito al potere nel 1587. Visse un graduale declino a partire dall'invasione afghana del 1721, che si accentuò negli anni trenta dell'Ottocento con la presenza dell'accampamento dell'esercito di Abbas Mirza, intento a consolidare la sua autorità nei territori tra Teheran e Mashhad. L'odierno interesse per Damghan è puramente storico.

## Monumenti e luoghi di interesse
I principali siti di interesse di Damghan sono:
- la moschea Tarikhaneh risalente al IX secolo, il più antico monumento di epoca islamica della città. Al suo fianco si erige uno dei più antichi minareti della nazione, costruito per volere del governatore ziyarida Abu Harb Bakhtyar[2]
- il santuario di Imamzadeh Jafar, dedicato al martire Ja'far ibn Abi Talib, discendente zayidita del terzo imam sciita Al-Husayn ibn Ali, uno dei più antichi complessi funebri dell'Iran[2]
- tre torri funebri: il Pir-e Alamdar (fatto erigere da Abu Harb Bakhtyar in memoria di suo padre), il Chehel Dokhtaran ("quaranta figlie", ispirato al primo e presumibilmente dedicato a uno sceicco sufi), e la torre di Mehmandust, sita nell'omonimo villaggio posto 15 km a est di Damghan[2]
- la moschea del Venerdì (Masjid-i Jumeh o Masjid-i Imam Hasan), affiancata da un minareto selgiuchide del XI secolo[5]
- il khanegah o "monastero derviscio" dedicato a Shah Rukh, di epoca selgiuchide[5]
- il santuario dell'imamzadeh Muhammad.[5]

A 5 km a sudest della città sorge il sito archeologico di Tepe Hissar, identificato da Ernst Herzfeld nel 1925. Vi sono stati rinvenuti più di 1600 tombe preistoriche, oltre che un palazzo di epoca sasanide.